# Mey
Mey là một xã trong vùng hành chính Lorraine, thuộc tỉnh Moselle, quận Metz-Campagne, tổng Montigny-lès-Metz. Tọa độ địa lý của xã là 49° 08' vĩ độ bắc, 06° 14' kinh độ đông. Mey có điểm thấp nhất là 179 mét và điểm cao nhất là 250 mét. Xã có diện tích 1,91 km², dân số vào thời điểm 2005 là 199 người; mật độ dân số là 104,7 người/km².

## Thông tin nhân khẩu
| 1962 | 1968 | 1975 | 1982 | 1990 | 1999 |
| ---- | ---- | ---- | ---- | ---- | ---- |
| 71   | 83   | 90   | 147  | 165  | 179  |